# Abdoulaye Bathily
Pour les articles homonymes, voir Bathily.
Abdoulaye Bathily, né en 1947, est un historien, universitaire et homme politique sénégalais, plusieurs fois député et ministre sous les présidences d'Abdou Diouf et Macky Sall. Il a été le chef de file de la Ligue démocratique/Mouvement pour le parti du travail (LD/MPT) pendant 29 ans.

## Biographie
D'origine soninké , Abdoulaye Bathily est né en 1947 à Tuabou – un village du département de Bakel autrefois capitale du royaume de Galam –, dont il est le député depuis mai 2001.
Auteur d'une thèse sur le royaume de Galam, soutenue à l'Université de Birmingham en 1975, il devient professeur d'histoire moderne et contemporaine à l'Université Cheikh Anta Diop de Dakar.
Il est ministre de l'Environnement dans le gouvernement de Habib Thiam, ministre de l'Énergie et des mines dans celui de Moustapha Niasse en 2000, puis vice-président de l'Assemblée nationale.
Il faisait partie des candidats à l'élection présidentielle sénégalaise de 2007, au nom de la coalition Jubbanti-Sénégal , Ligue démocratique/Mouvement pour le parti du travail (LD/MPT). Il y a recueilli 75 797 voix, soit 2,21 %.
Le 1er août 2012 le président Macky Sall le nomme ministre d'État auprès du Président de la République.
En juillet 2013 il se retire de la direction de la Ligue démocratique et Mamadou Ndoye lui succède à la tête du parti.
En août 2022, Abdoulaye Bathily est le candidat du secrétaire général des Nations unies António Guterres au poste de représentant spécial de l’ONU pour la Libye.. Il démissionne de son poste le 16 avril 2024.

## Écrits
- (en) Imperialism and colonial expansion in Senegal in the nineteenth century: with particular reference to the economic, social and political developments of the Kingdom of Gajaaga (Galam), Université de Birmingham, 1975 (thèse) (thèse disponible, gratuitement, sur inscription, auprès du service EThOS de la British Library : http://ethos.bl.uk/OrderDetails.do?did=1&uin=uk.bl.ethos.551013).
- (fr) Abdoulaye Bathily, Guerriers, tributaires et marchands. Le Gajaaga (ou Galam) le “Pays de l’or”. Le développement et la régression d’une formation économique et sociale sénégalaise (VIIIe- XIXe siècle), Dakar, Université de Dakar, 1985, 3 vol. : 358 p. + 371 p. + 228 p. (Thèse de doctorat d’Etat en Histoire)
- (en) The struggle for democracy in Senegal, Institute for African Alternatives, Londres, 1989, 5 p.
- (en) (sous la direction de, en collaboration avec Eboe Hutchful), The military and militarism in Africa, CODESRIA, Dakar, 1998, 617 p.  (ISBN 978-2-86978-069-9)
- (en collaboration avec Claude Meillassoux), Lexique soninke (sarakole)-français, Centre de linguistique appliquée, Dakar, coll. « Les langues nationales au Sénégal », 1975, n° 64, 191 p.
- (présenté par Abdoulaye Bathily), Rapport de politique générale du Comité central de la LD/MPT au 2e congrès ordinaire : pour la construction d'une alternative démocratique et nationale à la crise du néocolonialisme et au redéploiement de l'impérialisme, les propositions du Plan Jallarbi et les tâches d'avant-garde de la LD/MPT, LD/MPT, Dakar, 1986, 41 p.
- Les Portes de l'or : le royaume de Galam (Sénégal) de l'ère musulmane au temps des négriers (VIIIe – XVIIIe siècles), L'Harmattan, Paris, 1989, 375 p.  (ISBN 978-2-7384-0276-9)
- Mai 1968 à Dakar : ou, la révolte universitaire et la démocratie, Éditions Chaka, Paris, 1992, 191 p.  (ISBN 978-2-907768-19-1)